# Felice Romani
Felice Romani (Genova, 31 gennaio 1788 – Moneglia, 28 gennaio 1865) è stato un librettista, poeta e critico musicale italiano, fra i più noti e prolifici del suo tempo. A lui si devono circa un centinaio di libretti, scritti per i massimi operisti italiani della prima metà dell'Ottocento.

## Biografia
Fu battezzato Giuseppe Felice Romano. Primo dei dodici figli di Angelo Maria e di Geronima Viacava, Felice Romani nasce a Genova il 31 gennaio 1788 da una famiglia benestante che, per vari dissesti finanziari, dovrà trasferirsi a Moneglia. Iniziati dapprima gli studi di Giurisprudenza a Pisa, abbandona presto l'indirizzo preso per iscriversi a Lettere all'Università degli Studi di Genova dove ha come maestro il grecista don Giuseppe Solari (1737-1814). Conseguita la laurea insegna come supplente incaricato presso la stessa università ma, in seguito, non vuole accettare la nomina alla cattedra per dimostrare la sua solidarietà al Solari che era stato rimosso dall'incarico.
Nel 1813, al ritorno da un lungo viaggio per l'Europa, debutta a Genova come librettista con La rosa bianca e la rosa rossa per la musica di Simone Mayr. In seguito al grande successo ottenuto con Medea a Corinto scritta sempre per Mayr, viene ingaggiato, dall'allora impresario della Scala di Milano Benedetto Ricci, per la produzione di sei libretti nuovi all'anno. Si trasferisce pertanto nel 1813 a Milano, pur continuando a rimanere legato all'ambiente culturale genovese e a scrivere sulla "Gazzetta di Genova", dove nel 1810 aveva esordito come poeta. A partire dal 1834 fu direttore della Gazzetta ufficiale piemontese, incarico che mantenne fino al 1849.

## Opere e stile

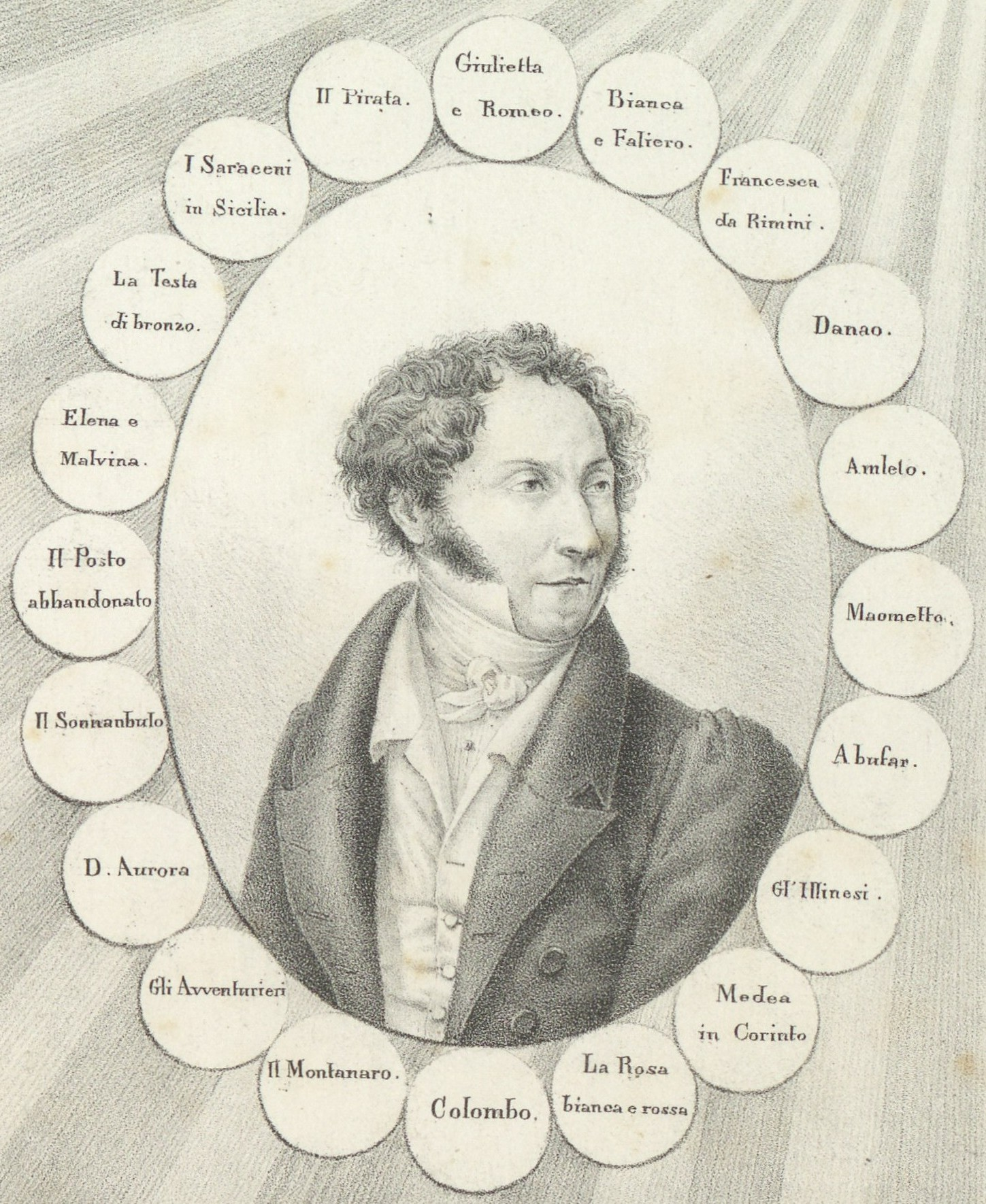
Ritratto di Felice Romani del 1828, circondato dai titoli delle proprie opere

Di formazione classicista, Romani si dimostrò sempre diffidente verso i nuovi fermenti di carattere romantico, ma per la creazione dei suoi libretti seppe attingere anche alla produzione di scrittori moderni e romantici come George Byron, Victor Hugo e Walter Scott, contribuendo a diffondere un gusto che si affermerà nei librettisti della generazione successiva, quali Salvadore Cammarano, Francesco Maria Piave e Antonio Somma.
Con i suoi versi scorrevoli ed eleganti, quanto mai adatti alla musica, si cimentarono tutti i più importanti operisti che lavorarono in Italia tra il secondo e il quinto decennio dell'Ottocento, tra cui Vincenzo Bellini, Gaetano Donizetti, Saverio Mercadante, Giacomo Meyerbeer, Giovanni Pacini, Gioachino Rossini e, in un'unica occasione, lo stesso Giuseppe Verdi.
Particolarmente fortunato e artisticamente felice fu il sodalizio con Bellini, che dalla penna di Romani ricevette i libretti di sette delle sue dieci opere e che in più occasioni espresse la propria ammirazione per i versi del poeta genovese, che considerò il più grande tra i librettisti del suo tempo.
Scrisse novanta libretti, la gran parte dei quali musicata da più compositori. Di Romani, comunque, ci restano anche diversi racconti e svariate poesie, oltre che adattamenti e traduzioni italiani di versi del Settecento e del primo Ottocento, raccolti dalla moglie Emilia Branca nel volume Novelle e racconti.

## Libretti

Libretto di Rosmonda - Teatro La Fenice 1829 - Collezione del maestro Francesco Paolo Frontini

Per ciascun libretto sono indicati i compositori che l'hanno musicato, la data della prima esecuzione ed eventualmente il nuovo titolo.
A volte le riedizioni comportarono delle modifiche al libretto.
- Bianca di Belmonte ( la prima rappresentazione si tenne al Teatro del Fondo a Napoli nel 1833.)
- La fidanzata di Scozia (1853)
- La figlia dell'aria (1817)

- La rosa bianca e la rosa rossa
  - Johann Simon Mayr (1813)
  - Pietro Generali (1818)
  - Tomás Genovés y Lapetra, Enrico y Clotilde (1831)
- Medea in Corinto
  - Johann Simon Mayr (1813)
  - Prospero Selli (1839)
  - Saverio Mercadante, Medea, revisione di Salvadore Cammarano (1851)
- Aureliano in Palmira
  - Gioachino Rossini (1813)
- Atar ossia Il serraglio di Ormus
  - Johann Simon Mayr (1814)
  - Carlo Coccia, Atar ou O serralho de Ormuz (1820)
  - Luiz Antonio Miró, Atar ou O serralho d'Ormus (1836)
- Il turco in Italia
  - Gioachino Rossini (1814)
- Le due duchesse ossia La caccia ai lupi
  - Johann Simon Mayr (1814)
  - Filippo Celli (1824)
- L'ira di Achille
  - Giuseppe Nicolini (1814)
- La testa di bronzo o sia La capanna solitaria
  - Carlo Evasio Soliva (1816)
  - Saverio Mercadante (1827)
  - Giacomo Fontemaggi (1835)
  - Vincenzo Mela (1855)
- Maometto
  - Peter von Winter (1817)
- Rodrigo di Valenza
  - Pietro Generali (1817)
  - Ferdinando Orlandi (1820)
  - Filippo Chimeri, Elmonda di Valenza (1845)
- Mennone e Zemira
  - Johann Simon Mayr (1817)
- La gioventù di Cesare
  - Stefano Pavesi (1814)
- Le zingare dell'Asturia
  - Carlo Evasio Soliva (1817)
- Adele di Lusignano
  - Michele Carafa (1817)
  - Ramón Carnicer (1819)
- I due Valdomiri
  - Peter von Winter (1817)
- Gianni di Parigi
  - Francesco Morlacchi (1818)
  - Giovanni Antonio Speranza (1836)
  - Gaetano Donizetti (1839 ma musicato nel 1831)
- Il finto Stanislao
  - Adalbert Gyrowetz (1818)
  - Giuseppe Verdi, Un giorno di regno (1840)
- Il barone di Dolshein
  - Giovanni Pacini (1818)
  - Franz Schoberlechner (1827)
- Danao
  - Johann Simon Mayr (1818)
  - Giuseppe Persiani, Danao re d'Argo (1827)
- Gl'Illinesi
  - Francesco Basily (1819)
  - Francesco Sampieri (1823)
  - Luigi Viviani, L'eroe francese (1826)
  - Feliciano Strepponi (1829)
  - Pietro Antonio Coppola, Gli Illinesi (1835)
  - Francisco Gomez, Irza (1845)
- Clemenza d'Entragues
  - Vittorio Trento (1819)
- Il falegname di Livonia
  - Giovanni Pacini (1819)
- Il califo e la schiava
  - Francesco Basily (1819)
  - Gioachino Rossini, Adina, revisione di Gherardo Bevilacqua Aldobrandini (1826)
  - Giovanni Quaquerini (1842)
- Bianca e Falliero o sia Il consiglio dei tre
  - Gioachino Rossini (1819)
- Vallace o sia L'eroe scozzese
  - Giovanni Pacini (1820)
- La sacerdotessa d'Irminsul
  - Giovanni Pacini (1820)
- I due Figaro o sia Il soggetto di una commedia
  - Michele Carafa (1820)
  - Giovanni Panizza (1824)
  - Dionisio Brogliardi (1825)
  - Saverio Mercadante (1835)
  - Giovanni Antonio Speranza (1839)
- Margherita d'Anjou
  - Giacomo Meyerbeer (1820)
- Donna Aurora o sia Il romanzo all'improvviso
  - Francesco Morlacchi (1821)
- La voce misteriosa
  - Giuseppe Mosca (1821)
  - Carlo Mellara (1823)
- Atalia
  - Johann Simon Mayr (1822)
- L'esule di Granata
  - Giacomo Meyerbeer (1822)
  - Giovanni Tadolini, Almanzor (1827)
- Adele ed Emerico ossia Il posto abbandonato
  - Saverio Mercadante (1822)
- Chiara e Serafina ossia Il pirata
  - Gaetano Donizetti (1822)
  - Alberto Mazzucato, I corsari, revisione di Temistocle Solera (1840)
- Amleto
  - Saverio Mercadante (1822)
- Chi fa così, fa bene
  - Feliciano Strepponi (1823)
- Abufar, ossia La famiglia araba
  - Michele Carafa (1823)
  - Manuel García padre, El Abufar (1827)
- Francesca da Rimini
  - Feliciano Strepponi (1823)
  - Luigi Carlini (1825)
  - Saverio Mercadante (1828)
  - Massimiliano Quilici (1829)
  - Giuseppe Staffa (1831)
  - Giuseppe Fournier (1832)
  - Giuseppe Tamburini (1835)
  - Emanuele Borgatta (1837)
  - Francesco Morlacchi (composta nel 1840, incompiuta)
  - Francesco Canneti (1843)
  - Giovanni Franchini (1857)
- Egilda di Provenza
  - Stefano Pavesi (1823)
  - Evangelista Pareira da Costa, Egilda de Provenca (1827)
- Amina ovvero l'innocenza perseguitata
  - Giuseppe Rastrelli (1824)
  - Antonio D'Antoni (1825)
  - Carlo Valentini, Amina, ossia L'orfanella di Ginevra, revisione di Andrea Leone Tottola (1825)
- Elena e Malvina
  - Carlo Evasio Soliva (1824)
  - Ramón Carnicer, Elena y Malvina (1829)
  - Francesco Vincenzo Schira (1832)
  - Giuseppe Mazza (1834)
  - Egisto Vignozzi (1835)
- Il sonnambulo
  - Michele Carafa (1824)
  - Luigi Ricci (1830)
  - Carlo Valentini (1834)
  - Luiz Antonio Miró, O sonambulo (1835)
  - Salvatore Agnelli, Il fantasma (1842)
  - Giuseppe Persiani, Il fantasma (1843)
- Gli avventurieri
  - Giacomo Cordella (1825)
  - Luigi Felice Rossi (1835)
  - Carlo Valentini (1836)
  - Antonio Buzzolla (1842)
  - Antonio Cagnoni, Amori e trappole, revisione di Marco Marcelliano Marcello (1850)
- Giulietta e Romeo
  - Nicola Vaccaj (1825)
  - Eugenio Torriani (1828)
  - Vincenzo Bellini, I Capuleti e i Montecchi (1830)
- Il montanaro
  - Saverio Mercadante (1827)
  - Pietro Campiuti, L'incognito (1832)
  - Giovan Battista Cagnola, Il podestà di Gorgonzola (1854)
- La selva d'Hermanstadt
  - Felice Frasi (1827)
- Il pirata
  - Vincenzo Bellini (1827)
- Gastone di Foix
  - Giuseppe Persiani (1827)
  - Wincenty Franciszek Mirecki, Cornelio Bentivoglio (1844)
- Il divorzio Persiano ossia Il gran bazzarro di Bassora
  - Pietro Generali (1828)
  - Feliciano Strepponi, L'ullà di Bassora (1831)
  - Giuseppe Gerli, Il pitocco (1834)
  - Giuseppe Mazza (1836)
- I saraceni in Sicilia ovvero Eufemio di Messina
  - Francesco Morlacchi (1828)
  - Daniele Nicelli, Il proscritto di Messina (1829)
  - Giuseppe Persiani, Eufemio di Messina ovvero La distruzione di Catania (1829)
  - Francesco Morlacchi, Il rinnegato (1832)
  - Ramón Carnicer, Eufemio da Messina o Los sarracenos en Sicilia (1832)
  - Alessandro Curmy, Il proscritto di Messina (1843)
  - Angelo Agostini, Il rinnegato (1858)
- Alina, regina di Golconda
  - Gaetano Donizetti (1828)
- Colombo
  - Francesco Morlacchi (1828)
  - Luigi Ricci (1829)
  - Ramón Carnicer, Cristoforo Colombo (1831)
  - Luigi Bottesini, Cristoforo Colombo (1848)
  - Carlo Emanuele De Barbieri, Columbus (1848)
  - Vincenzo Mela, Cristoforo Colombo (1857)
  - Felicita Casella, Cristoforo Colombo (1865)
  - Giuseppe Marcora (1869)
- La straniera
  - Vincenzo Bellini (1829)
- Rosmonda
  - Carlo Coccia (1829) (vai alla pagina dell'opera)
  - Gaetano Donizetti, Rosmonda d'Inghilterra (1834)
  - Antonio Belisario (1835)
  - Pietro Tonassi e Pietro Collavo, Il castello di Woodstock (1839)
  - Otto Nicolai, Enrico II (1839)
- Saul
  - Nicola Vaccaj (1829)
  - Ferdinando Ceccherini (1843)
  - Giovanni Antonio Speranza (1844)
- Zaira
  - Vincenzo Bellini (1829)
  - Alessandro Gandini (1829)
  - Saverio Mercadante (1831)
  - Antonio Mami (1845)
- Giovanna Shore
  - Carlo Conti (1829)
  - Lauro Rossi (1836)
  - Enrico Lacroix (1845)
  - Vincenzo Bonnetti (1853)
- La rappresaglia
  - Saverio Mercadante (1829)
- Bianca di Belmonte
  - Luigi Riesck (1829)
  - Tomás Genovés y Lapetra (1833)
- Annibale in Torino
  - Luigi Ricci (1830)
- Anna Bolena
  - Gaetano Donizetti (1830)
- Il romito di Provenza
  - Pietro Generali (1831)
  - M. A. Sauli (1846)
- La sonnambula
  - Vincenzo Bellini (1831)
- Il disertore svizzero ovvero La nostalgia
  - Cesare Pugni (1831)
  - Lauro Rossi (1832)
  - Angelo Pellegrini (1841)
  - Giovanni Battista Meiners (1842)
- La neve
  - Luigi Ricci (1831)
- Norma
  - Vincenzo Bellini (1831)
- I normanni a Parigi
  - Saverio Mercadante (1832)
- Ugo, Conte di Parigi
  - Gaetano Donizetti (1832)
  - Alberto Mazzucato, Luigi V, re di Francia (1843)
- L'elisir d'amore
  - Gaetano Donizetti (1832)
- Ismalia ossia Morte ed amore
  - Saverio Mercadante (1832)
  - Ramón Carnicer (1838)
  - Vicenc Cuyás y Borés, La fattucchiera (1838)
- Il segreto
  - Luigi Maiocchi (1833)
  - Placido Mandanici (1836)
- Caterina di Guisa
  - Carlo Coccia (1833) (vai alla pagina dell'opera)
  - Giuseppe Mazza (1836)
  - Luigi Savi (1838)
  - Fabio Campana (1838)
  - Francesco Chiaromonte (1850)
  - Antonio Gandolfi (1859)
  - Cenobio Paniagua y Vasquez (1859)
  - Beniamino Rossi (1861)
  - Giacomo Nascimbene, Enrico di Guisa (1868)
- Il conte d'Essex
  - Saverio Mercadante (1833)
- Parisina
  - Gaetano Donizetti (1833)
  - Tomás E. Giribaldi (1878)
- Beatrice di Tenda
  - Vincenzo Bellini (1833)
  - Rinaldo Ticci (1837)
  - Frederico Guimarães, Beatriz (1882)
- Il contrabbandiere
  - Cesare Pugni (1833)
  - Natale Perelli (1842)
- I due sergenti
  - Luigi Ricci (1833)
  - Alberto Mazzucato (1841)
  - Gualtiero Sanelli (1842)
- Lucrezia Borgia
  - Gaetano Donizetti (1833)
- La figlia dell'arciere
  - Carlo Coccia, atto III di Domenico Andreotti (1834) (vai alla pagina dell'opera)
  - Gaetano Donizetti, Adelia, atto terzo di Girolamo Maria Marini (1841)
  - Carlo Pedrotti (1844)
  - Valdemaro de Barbarikine, Adelia (1877)
- Un'avventura di Scaramuccia
  - Luigi Ricci (1834)
- Emma d'Antiochia
  - Saverio Mercadante (1834)
  - Giovanni Bracciolini, Emma e Ruggero (1838)
  - Vincenzo Pontani, Emma e Ruggero (1852)
  - Carlo Lovati-Cozzulani, Alda (1866)
  - Ercole Cavazza, Emma (1877)
- Un episodio del San Michele
  - Cesare Pugni (1834)
  - Giuseppe Concone (1836)
  - Luigi Savi, L'avaro (1840)
  - Ermanno Picchi, Il tre di novembre (1844)
  - Giuseppe Lombardini, La sartina e l'usurajo (1853)
  - Pietro Repetto, Un episodio del San Michele (1855)
  - Guglielmo Quarenghi, Il dì di San Michele (1863)
  - Carlo Brizzi, L'avaro (1877)
- Uggero il danese
  - Saverio Mercadante (1834)
- La gioventù di Enrico V
  - Saverio Mercadante (1834)
- Francesco Donato ossia Corinto distrutta
  - Saverio Mercadante (1835)
  - Pietro Raimondi (1842)
- Odio e amore
  - Mariano Obiols (1837)
  - Alfonso Cosentino, Laurina (1858)
- La solitaria delle Asturie o sia La Spagna ricuperata
  - Carlo Coccia (1838) (vai alla pagina dell'opera)
  - Saverio Mercadante (1840)
  - Luigi Ricci (1845)
  - Giuseppe Sordelli (1846)
  - Giuseppe Winter, Matilde di Scozia (1852)
- La spia ovvero Il merciaiuolo americano
  - Angelo Villanis (1850)
- Edita di Lorno
  - Giulio Litta (1853)
- Cristina di Svezia
  - Sigismund Thalberg (1855)